# Île Santa Cruz
Pour l’article homonyme, voir Île Santa Cruz (îles Galápagos).
L’île Santa Cruz est une île de l'océan Pacifique située au large de la Californie, dans le nord de l'archipel des Channel Islands. Elle fait partie du comté de Santa Barbara et mesure 35 km de long et entre 3 et 10 kilomètres de large, ce qui en fait la plus grande île de l'archipel, avec une superficie de 245,42 km2.
Les trois quarts de l'île sont la propriété de The Nature Conservancy depuis 1987, date à laquelle ils lui ont été légués par leur ancien propriétaire Carey Stanton. Le reste appartenait à la famille Gherini et fait maintenant partie du parc national des Channel Islands.
Des moutons ont été introduits sur l'île au XIXe siècle,. Redevenus sauvages, ces moutons ont été tués ou capturés à partir des années 1980 pour éviter le surpâturage de la végétation spécifique de l'île. Leurs survivants préservés sur le continent constituent aujourd'hui une petite race menacée, le mouton de Santa Cruz.

## Géographie
Une vallée centrale traverse l'île le long de la faille de l'île de Santa Cruz, avec des roches volcaniques au nord et des roches sédimentaires plus anciennes au sud.
Devils Peak (en) est le point culminant de l'île.